# Galaxia Renacuajo
La Galaxia Renacuajo (ARP-188) es una galaxia espiral barrada perturbada, situada 400 millones de años luz de la Tierra hacia el norte de la constelación Draco. Sus características más dramáticas son un rastro masivo de estrellas alrededor de 280 mil años luz de largo y brillantes cúmulos de estrellas azules.
Se supone que una galaxia más compacta cruzó la galaxia Renacuajo de izquierda a derecha desde la perspectiva de la Tierra. Durante este encuentro cercano, las fuerzas de marea extrajeron estrellas, gas y polvo de la galaxia espiral, formando la cola visible de 420 millones de años luz. La propia galaxia intrusa, que se estima se encuentra a unos 300 mil años luz de distancia detrás de la galaxia Renacuajo, puede verse a través de los brazos espirales en primer plano en la parte superior izquierda. A igual que un renacuajo, la Galaxia Renacuajo probablemente perderá su cola, ya que a medida que pase el tiempo, los cúmulos estelares de la cola se transformarán en pequeños satélites de la gran galaxia espiral.
Esta en la Constelación del Dragón.
La imagen de la derecha fue obtenida por el Telescopio Espacial Hubble.
- Datos: Q115482
- Multimedia: Tadpole Galaxy / Q115482